# Sona MacDonald
Sona MacDonald (Vienna, 11 maggio 1961) è un'attrice austriaca.

## Filmografia
- Streichquartet (1981)
- Leute wie du und ich (un episodio, 1981)
- Die Präsidentin (1982)
- Il diario di Edith (1983)
- Die wilden Fünfziger (1983)
- Das Gesicht auf der Wand (1983)
- Das zerbrochene Haus (1984)
- Die Fräulein von damals (1986)
- Tatort (un episodio, 1986)
- Jimmy Allegretto (1986)
- Melzer und die Tiefe der Jahre (1987)
- Moving (1991)
- Frau bleibt Frau (1992)
- Durchreise (1993)
- Ärzte (1994)
- Markus Merthin, medico delle donne (quattordici episodi, 1994-1995)
- L'ispettore Derrick (sette episodi, 1987-1995)
- Der Mann auf der Bettkante (1995)
- Il commissario Rex (un episodio, 1996)
- Peter und Paul (un episodio, 1998)
- Geliebte Gegner (1998)
- Aufstieg und Fall der Stadt Mahagonny (1998)
- Il commissario Voss (tre episodi, 1991-1999)
- Schloßhotel Orth (2002)
- Siska (tre episodi, 1999-2003)
- Freunde zum Essen (2004)
- SOKO - Misteri tra le montagne  (un episodio, 2005)
- Squadra Speciale Vienna (un episodio, 2008)
- Strudlhofstiege (2009)
- SOKO München (un episodio, 2010)
- Vitasek? (sette episodi, 2010)
- Schnell ermittelt (un episodio, 2012)
- Eine Liebe für den Frieden - Bertha von Suttner und Alfred Nobel (2014)
- Tatort (due episodi, 2004-2020)
- Der Kirschgarten (2021)